# Oudendijkse Molen
De Oudendijkse Molen is een wipmolen aan de Dorpsweg 63 in Hoornaar, in de Nederlandse gemeente Molenlanden, provincie Zuid-Holland. Het is een van de twee resterende molens van wat Het Land der Zes Molens heet. De andere nog bestaande molen is de Scheiwijkse Molen. De molen is in 1683 gebouwd en is tot 1967 in bedrijf geweest. Nadat een binnenroede brak is de Oudendijkse Molen stilgezet en in 1970 heeft het polderbestuur hem overgedragen aan de SIMAV. In 1983-1984 is de molen grondig gerestaureerd. De Oudendijkse Molen is op afspraak te bezoeken.
Het gevlucht met een lengte van 26,80 m. is oud-Hollands opgehekt. De Oudendijkse Molen is nooit vervijzeld en maalt dus met een scheprad.